# Oberzalimhütte
Die Oberzalimhütte ist eine Schutzhütte der Sektion Mannheim des Deutschen Alpenvereins in Österreich. Sie liegt im Zalimtal oberhalb von Brand, Brandnertal, in Vorarlberg auf 1889 m ü. A. Die Hütte wurde im Jahr 2007 renoviert und wird von der Sektion Mannheim betrieben. Da die Mannheimer Hütte über die Oberzalimhütte versorgt wird, werden beide Hütten in der Regel durch die gleichen Pächter bewirtschaftet.

## Zustiege
- von Brand, 1050 m ü. A., vom Parkplatz Palüd am Ortsende von Brand, die Gehzeit beträgt 2½ Stunden
- vom Nenzinger Himmel, 1370 m ü. A., die Gehzeit beträgt drei Stunden

## Übergänge
- Mannheimer Hütte, 2679 m ü. A., die Gehzeit beträgt 2½ Stunden

## Tourenmöglichkeiten
- Schesaplana, 2965 m ü. A., die Gehzeit beträgt 4 Stunden
- Panüeler Kopf, 2859 m ü. A., die Gehzeit beträgt 3½ Stunden
- Oberzalimkopf, 2340 m ü. A., die Gehzeit beträgt eine Stunde
- Brüggelesteig (Rundweg), die Gehzeit beträgt 5 Stunden